# Tambak Kemerakan
Tambak Kemerakan is een bestuurslaag in het regentschap Sidoarjo van de provincie Oost-Java, Indonesië. Tambak Kemerakan telt 6050 inwoners (volkstelling 2010).